# Marennes, Charente-Maritime

Marennes este o comună în departamentul Charente-Maritime, Franța. În 1 ianuarie 2018 avea o populație de 5.637 de locuitori.